# Cerro Artillería

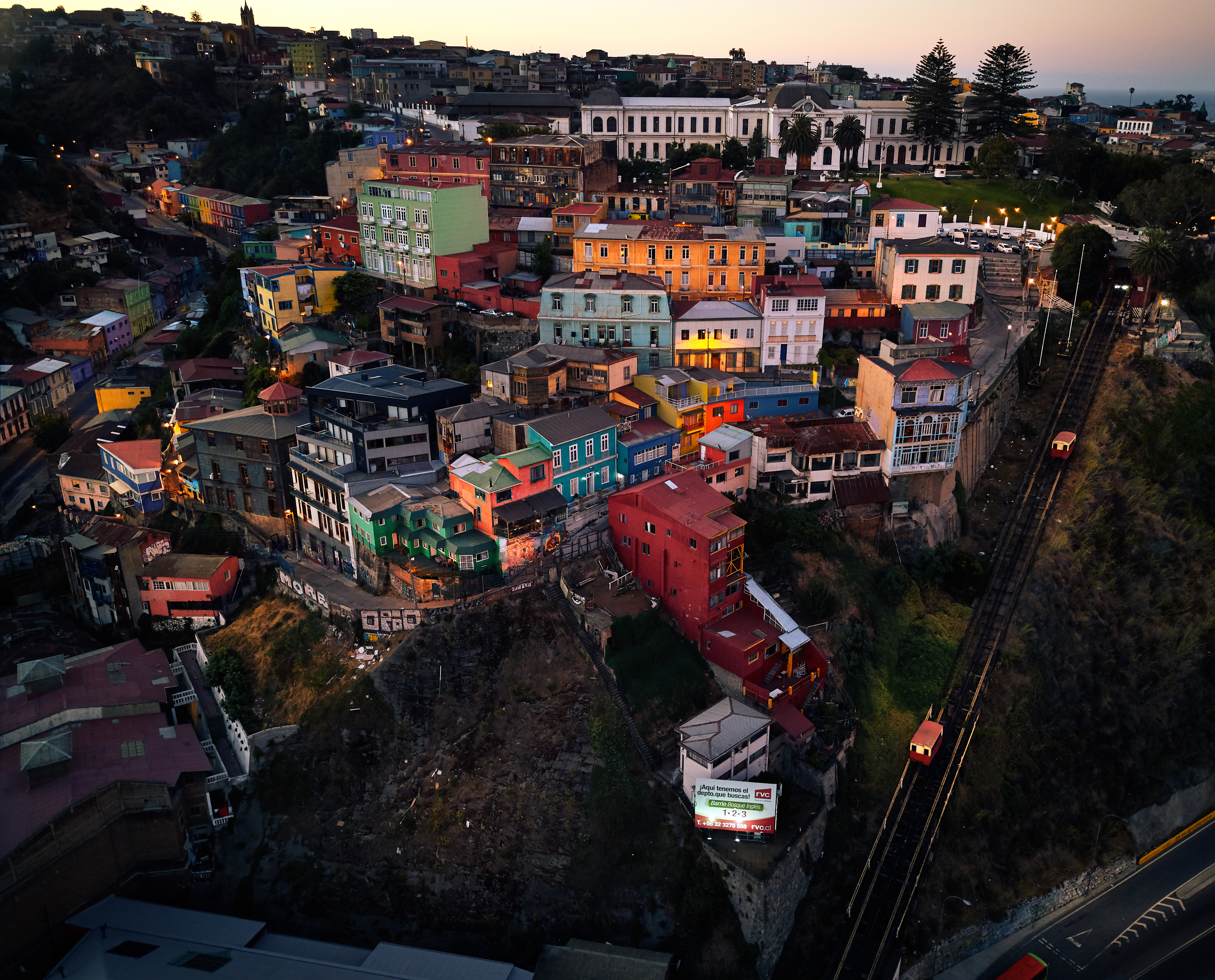
Vista aérea del Cerro Artillería

Artillería es un cerro de la ciudad de Valparaíso, Chile. Se caracteriza por su singular arquitectura. Su nombre proviene del Cuartel de Artillería situado en la cima. El cerro posee diversos lugares de interés como el Museo Naval y Marítimo de Chile (Antigua Escuela Naval), el Paseo 21 de Mayo. Los ascensores Artillería y Villaseca, feria artesanal, cafés, etc.
Está separado del Cerro Arrayán por la Calle Carampangue y del Cerro Playa Ancha por la calle Taqueadero y Avenida Gran Bretaña. Sus límites con el Barrio Puerto son calle Antonio Varas y la Plaza Aduana.

## Historia

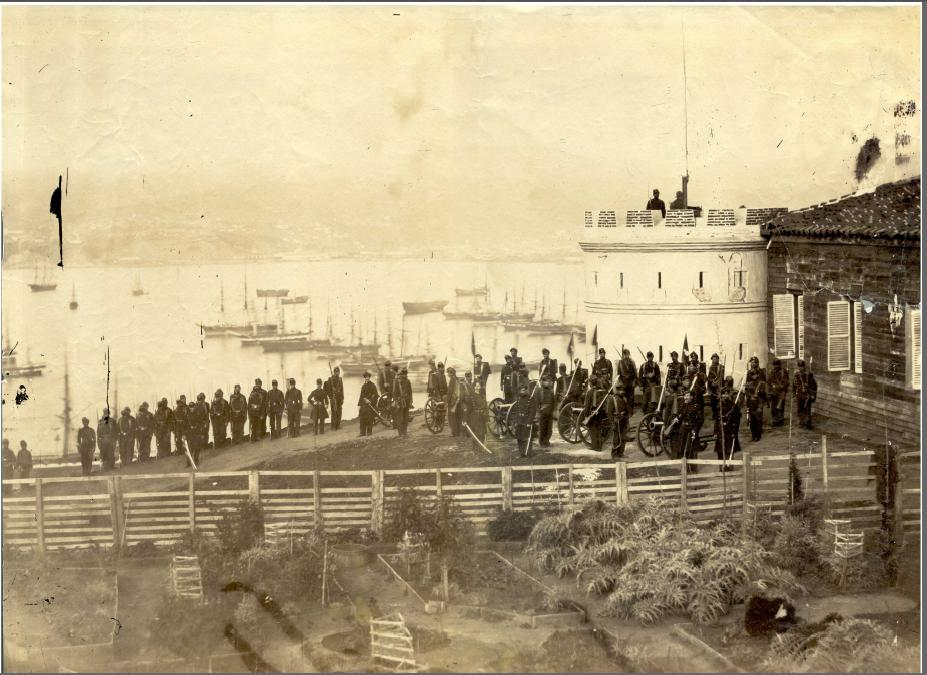
Cerro Artillería en 1863

Antiguamente se llamó Cerro del Castillo por el Castillo de San Antonio, fortificación del Imperio Español construida en 1594.
Varios años más tarde, el cerro obtuvo su nombre gracias al cuartel de artillería de la armada ubicado en su cumbre y edificado en 1887. En 1893 para una mejor movilización de la población de este cerro y el Playa Ancha se construye un ascensor, el cual es un lugar típico de Valparaíso. Tras el Terremoto de Valparaíso de 1906 se construyen diversos Chalets de maderas de estilo Neoclásico y Neogótico. En 1911 se construyó el Paseo 21 de Mayo convirtiéndose en un tradicional paseo-mirador de la ciudad.

## Ubicación
Se sitúa en el sector poniente de la ciudad y colinda con los cerros Playa Ancha, Arrayán y Mesilla. Se accede desde el Plan de Valparaíso por Carampangue o Taqueadero o bien por el ascensor homónimo al cerro.

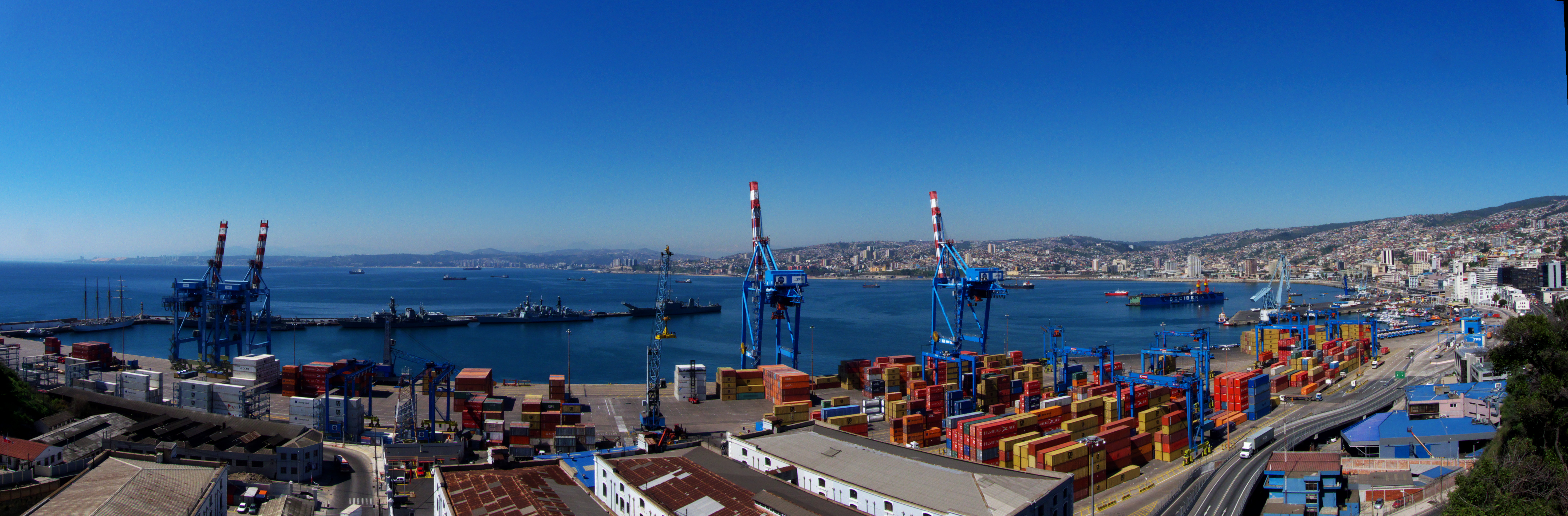
Vista desde el cerro Artillería.

## Lugares de interés
- Ascensor Artillería: Conecta la Plaza Aduana con el Paseo 21 de Mayo. Inaugurado en 1893, en 1998 fue declarado Monumento Nacional tiene una capacidad de hasta 50 personas.
- Casa Artillería Nº 156 : Construida entre los años 1908 y 1909 por los italianos Renato Schiavon y Arnaldo Barison, fue un encargo de Wenceslao Campusano, alto funcionario del Servicio de Aduana de la época. Siguiendo la línea de casas del sector se construyó de un estilo victoriano con toques neoclásicos y neogóticos. En la actualidad funciona como hotel y restaurante con el nombre Casa Cuatro Vientos. Esta casona es una de las construcciones más representativas y fotografiadas de Valparaíso.
- Paseo mirador 21 de mayo: Es el tradicional y turístico paseo-mirador de la ciudad, ubicado al borde del acantilado. Construido en 1911, recuerda la fecha del Combate Naval de Iquique en 1879. Posee una de las mejores panorámicas de Valparaíso.
- Ex Escuela Naval: Edificado entre 1884 y 1887, por el alemán Carlos von Moltke,. Hasta 1917 funcionó la escuela de aspirantes a oficiales de la Armada de Chile. De estilo neoclásico y barroco. En 1988 se instaló aquí el Museo Naval y desde 1997 el Archivo Histórico de la Armada de Chile.
- Ascensor Villaseca: Fue inaugurado en 1907, de fabricación alemana con capacidad para 50 personas. Va desde la AV. Altamirano hasta Pedro León Gallo. Actualmente se encuentra detenido, aun así no deja de ser un atractivo turístico por sus característico rieles que pasan sobre la calle Taqueadero y transeúntes.

## Galería de fotos

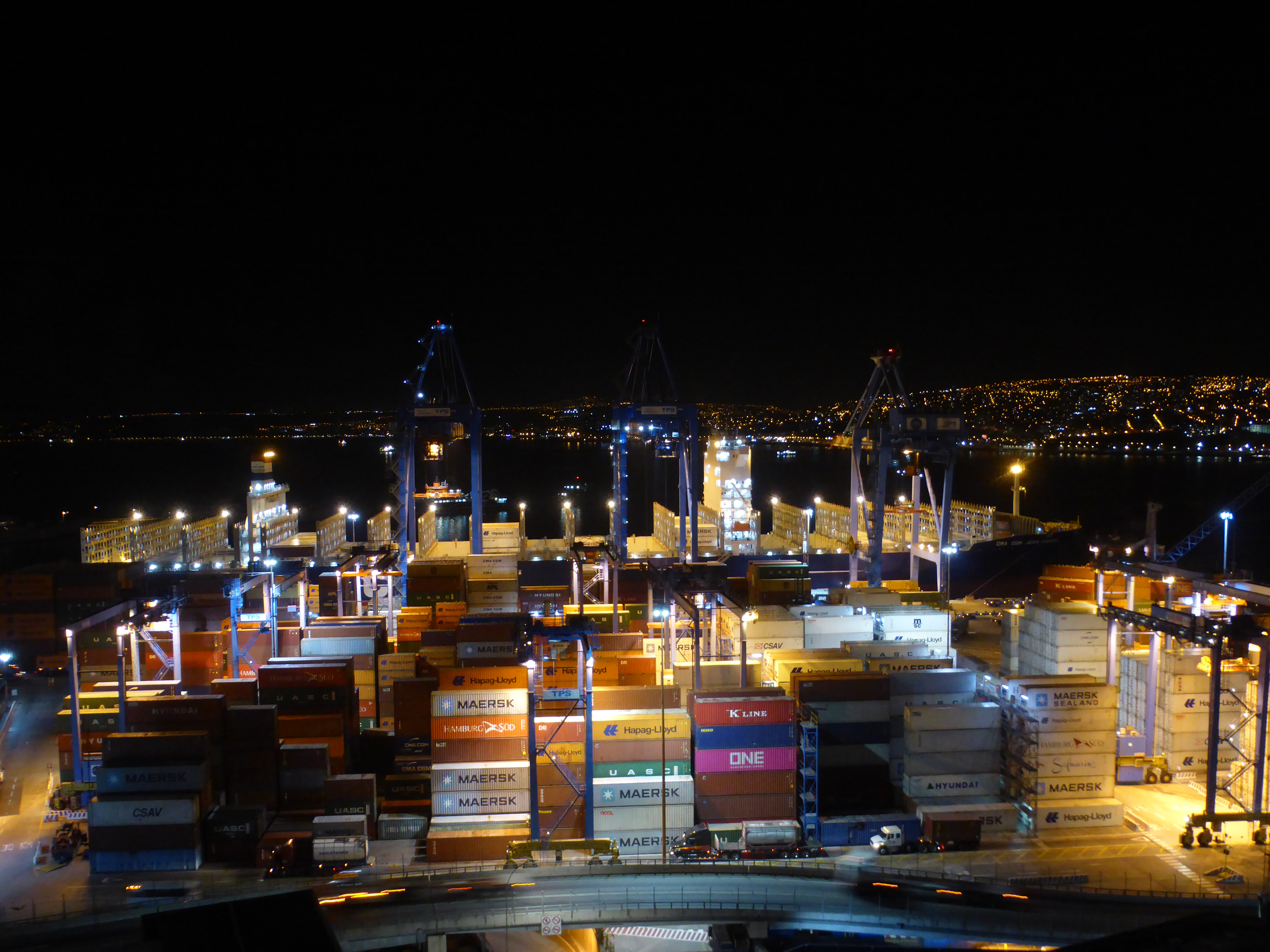
Vista desde el cerro. El puerto de noche.
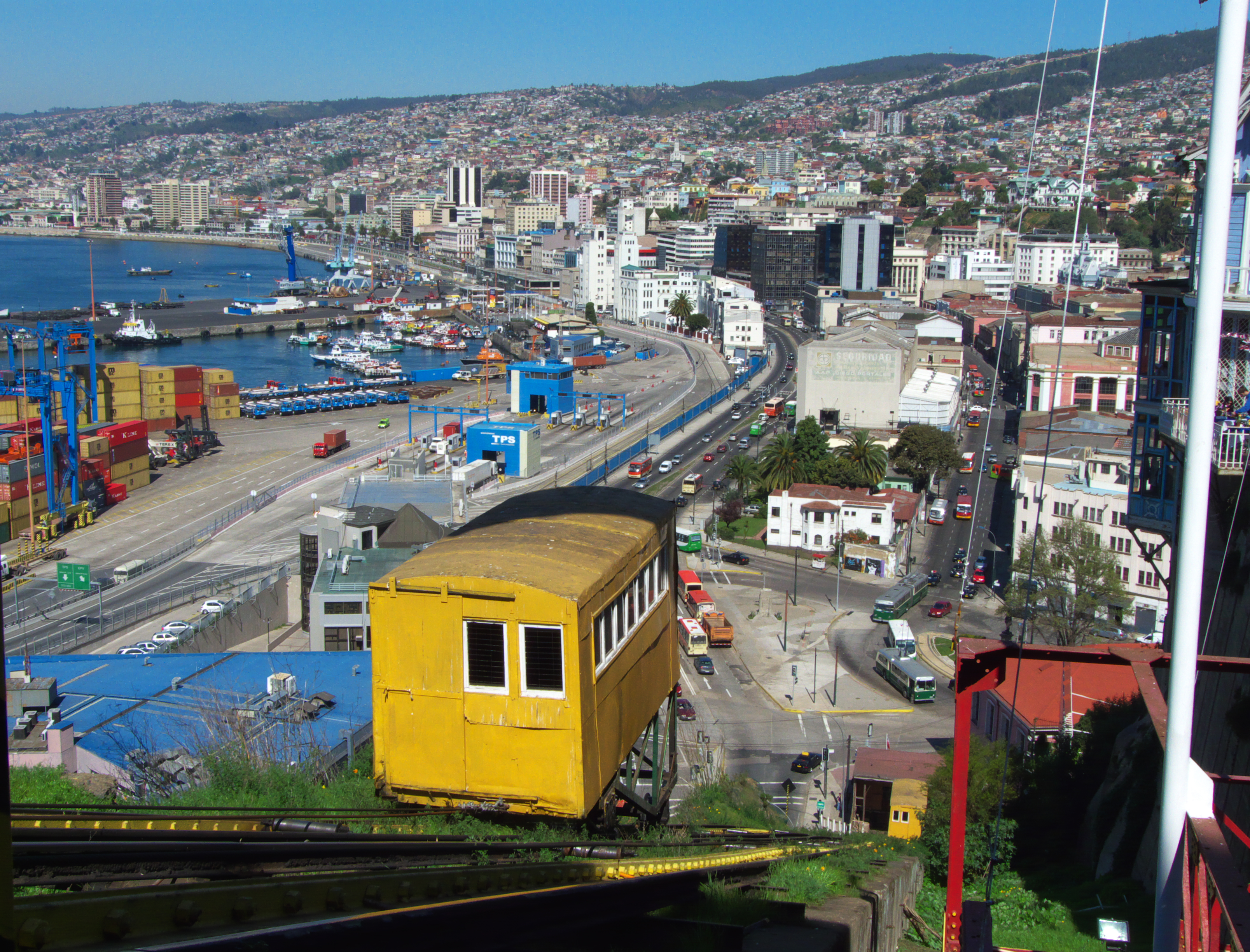
Ascensor Artillería.
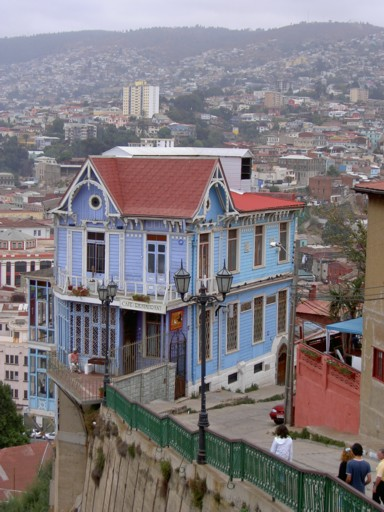
Casa Cuatro Vientos.
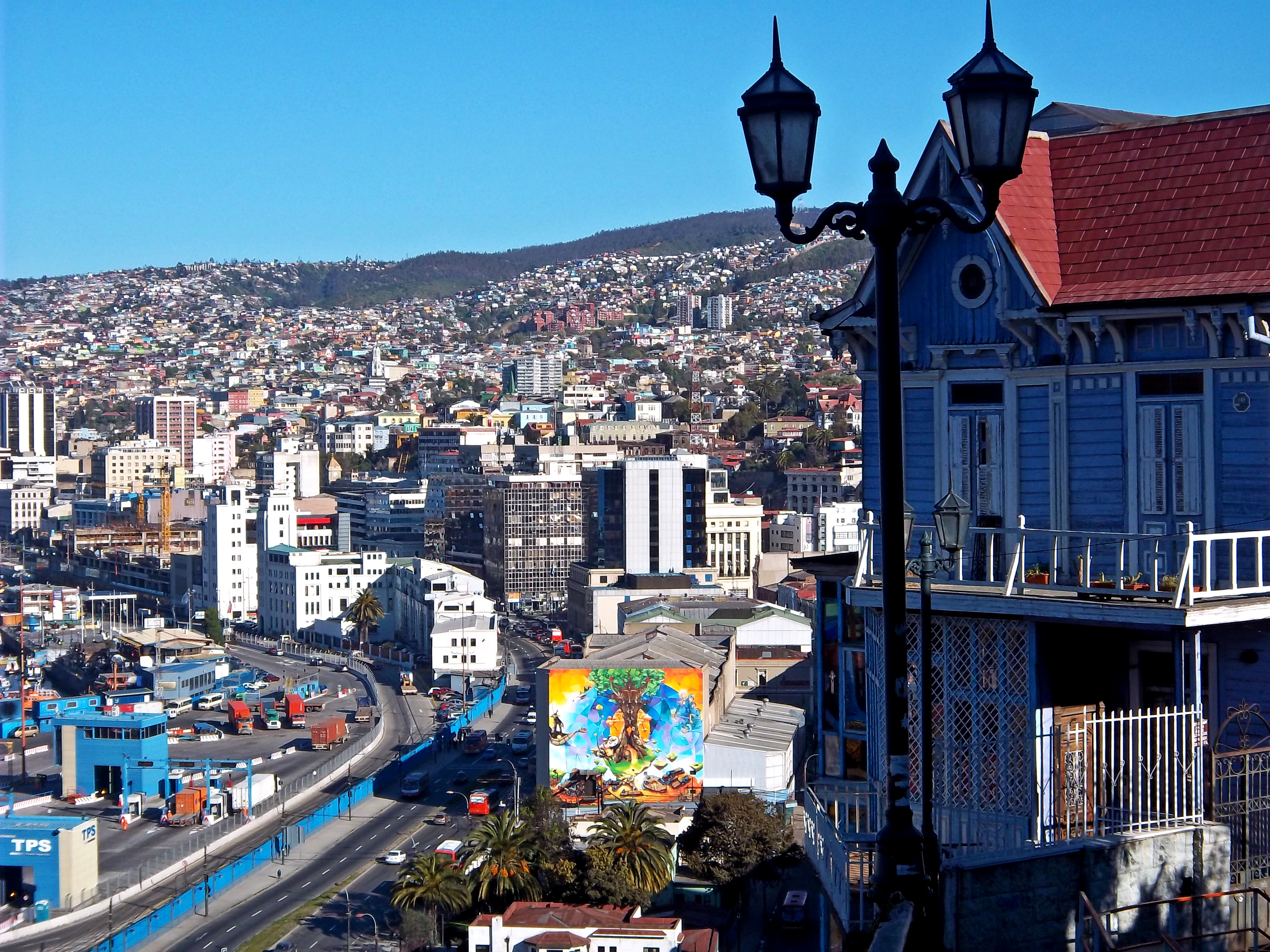
Casa típica del Cerro Artillería.
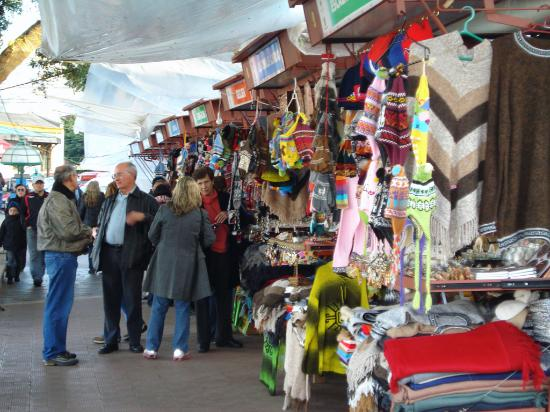
Feria Paseo 21 de Mayo, Cerro Artillería.
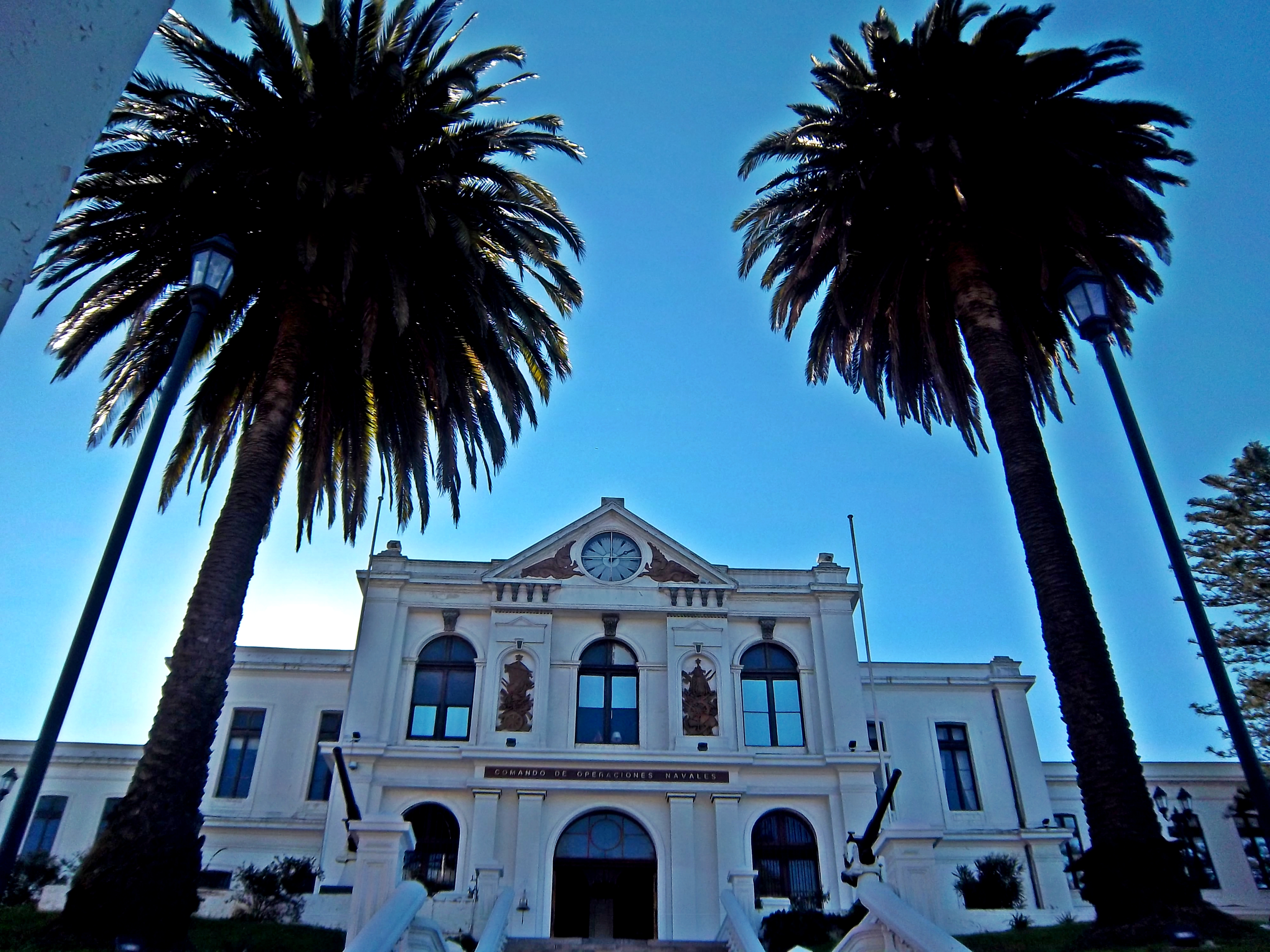
Museo naval y marítimo de Chile.
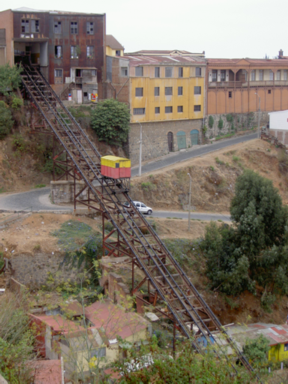
Ascensor Villaseca.
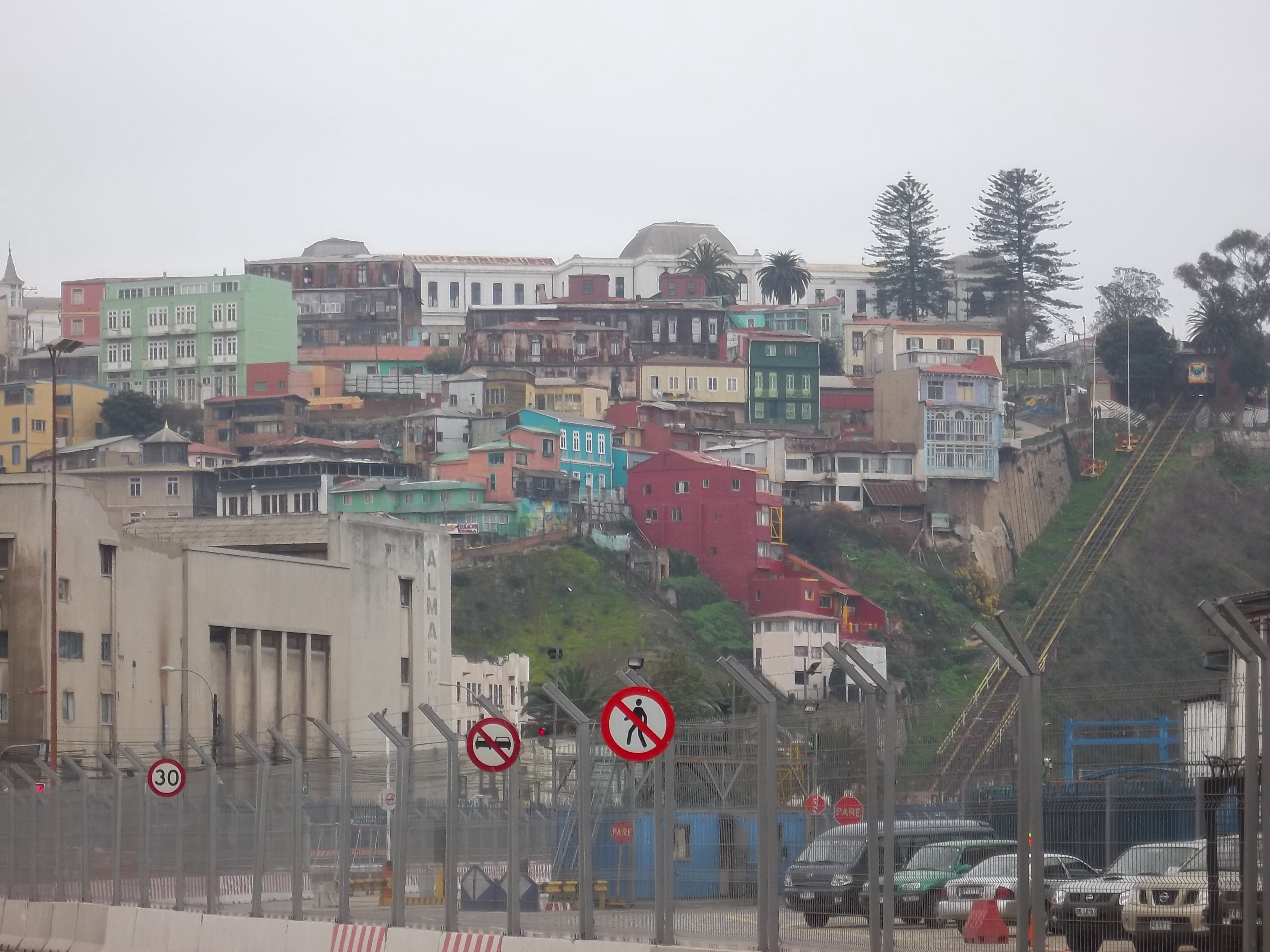
Cerro Artillería desde el puerto de Valparaíso.